# 林学斎
林 学斎（はやし がくさい）は、江戸時代後期から明治時代の儒学者。林大学頭家12代当主。林復斎の次男。

## 生涯
安政6年（1859年）、父の死によって大学頭を継承する。元治元年（1864年）12月、兄とともに幕府に林羅山以来、幕府の外交文書は林家が管掌していたことを理由に江戸城の紅葉山文庫に保管されていた欧米との条約文書も林家が保管することを願い出た。ところが、外国奉行の竹本正雅が反発して論争となり、「林家では横文字には対応できない」という意見が強く、翌年林家の申請は却下された上に管理権は外国奉行側に移されることとなった。だが、慶応3年（1867年）の幕府内の保守派や攘夷派の反対に屈せず、学監中村敬宇および少年12名のイギリス留学を行うなどの進歩的な側面も有していた。
大政奉還後は寺社奉行の職務を扱ったが、徳川宗家の静岡藩移封に同行して徳川家の用人となる。明治7年（1874年）に東京に戻り、司法省明法権大属に任じられる。その後は教育の世界に戻り、明治10年（1877年）群馬県師範学校教諭、明治14年（1881年）に群馬県女学校校長を務めた。明治21年（1888年）、日光東照宮主典となり、後に禰宜を務めた。明治33年（1900年）、病気のために隠退して旧領の埼玉県大幡村で余生を過ごした。明治39年（1906年）7月14日に死去。享年74。子がいなかったために、羅山以来の林大学頭家の家系は学斎をもって断絶した。